# 奈良県立奈良北高等学校
奈良県立奈良北高等学校（ならけんりつ ならきた こうとうがっこう、英: Nara Prefectural Narakita Senior High School）は、奈良県生駒市上町に所在する県立高等学校。略称は奈良北高または奈北高で、通称は北高（きたこう）。

## 概要
1974年創立の奈良県立北大和高等学校と1984年創立の奈良県立富雄高等学校（以下、富高）を統合し、2005年（平成17年）4月に開設された全日制普通科高校。使用校地は旧北大和高校の校地である。
開校と同時に理数科が新設されていたが、2020年に数理情報科へ改組された。また同校は、2023年に文部科学省からスーパーサイエンスハイスクールに指定された。
2024年（令和6年）度より、同じ生駒市にある奈良先端科学技術大学院大学との連携状況を踏まえ、奈良県教育委員会より「進学教育推進校」の指定を受け、連携強化を担う中核教員が配置されている
。
校舎は高台にあり、周辺は閑静な住宅街である。また校地の西側には富雄川が流れている。

### 教育方針

#### 校訓
校訓は、「自律」「共生」「創造」である。

## 沿革

### 年表
- 1974年4月1日 - 奈良県立北大和高等学校開校。

- 1984年4月1日 - 奈良県立富雄高等学校開校。

- 2004年6月25日 - 奈良県議会での「奈良県立高等学校設置条例の一部を改正する条例」の可決により、校名を「奈良県立奈良北高等学校」とする奈良県立北大和高等学校と奈良県立富雄高等学校の統合校の設置を決定。
- 2005年4月1日 - 理数科を設置した奈良県立奈良北高等学校が開設され、北大和高等学校と校舎を含む校地の共用を開始[5]。10月1日に開校記念行事を実施[6]。
- 2007年
  - 2月2日 - 奈良教育大学と融合理数事業に関する協定締結[7]。
  - 3月31日 - 北大和高等学校閉校、廃止に伴い、校舎を含む校地を引き継ぐ。
- 2010年 - 畿央大学と高大連携協定を締結[8]。
- 2013年 - 12月に創立記念事業を実施[9]。同志社女子大学と教育連携協定を締結[10]。
- 2020年（令和2年） - 数理情報科を開設。
- 2023年8月31日 - 進学教育推進校の指定を受ける。

## 象徴

### 校章
北極星と茶筌を図案化したものである。北極星は、高い志をもち揺るがない心の象徴として、また茶筌は、平常心を失わず敬愛や感謝の気持ちを持つという茶道の精神を表している。同校生が将来心豊かに強い意志をもち、社会において活躍するようにという願いが込められている。また、前身校である北高の校章は、さくらと茶筅を図案化したものであった。

### 校歌
作詞は井岡旦、作曲は有本明生による。歌詞は3番まであり、各番に校名の「奈良北高」が登場する。

## 設置する課程、学科及び定員
- 全日制課程
  - 普通科 - 840名（募集人員280名：一般選抜）

理数に関する学科
- - 数理情報科 - 240名（募集人員80名：特色選抜）

県立高校再編計画に伴い、2020年度より理数科を改編し設置。数学や自然科学への興味・関心を伸ばしつつ、情報に関する分野では、奈良先端科学技術大学院大学と連携した学習等により高度な情報活用能力を育み、将来の科学技術を支える人材の育成を目指す。

## 学校行事
行事としては文化祭、体育大会、球技大会などがある。

### 北稜祭
文化祭は「北稜祭」と呼ばれ、毎年9月上旬に開催される。

## 部活動

### 部局
- 放送部
- 人権文化研究部

### 体育部
- バスケットボール部
- バレーボール部（男子、女子）
- 陸上競技部
- 卓球部
- 自転車競技部
- 水泳部
- ハンドボール部
- 剣道部
- 弓道部
- 野球部
- サッカー部
- ソフトテニス部

### 文化系
- 吹奏楽部
- コーラス部
- 書道部
- 美術部
- 茶道部
- 華道部
- 文芸部
- 漫画研究部
- ESS
- 写真部
- 科学部
- 映画研究部
- コンピュータ部

## 対外関係

### 高大連携
- 奈良教育大学（2007年から）
- 畿央大学（2010年から）
- 同志社女子大学（2013年から）

## 高校関係者と組織

### 高校関係者組織
併合校の内1校の同窓会と存続校の同窓会は統合されておらず、両校の同窓会が並存している。
- 奈良県立奈良北高等学校学校運営協議会 - 保護者、地域住民、校長、関係行政機関の職員の中から委嘱された委員による機関。学校運営及び当該運営への必要な支援に関して協議する。
- 奈良県立北大和高等学校同窓会「北陵会」 - 北大和高等学校の卒業生による同窓会組織
- 奈良県立富雄高等学校同窓会「光丘会」 - 富雄高等学校卒業生による同窓会組織
- 奈良県立奈良北高等学校育友会 - 生徒保護者による保護者会組織で、会員は入会金及び年会費を納入する。
- 奈良県高等学校PTA協議会 - 奈良県立教育研究所内に事務局を置くPTA協議会。奈良県立奈良北高等学校育友会の会員をもって会員とし、会員は単位PTA分担金として会費を納入する。

### 高校関係者一覧

#### 著名な出身者
- 山本元喜（自転車ロードレース選手）

## アクセス
- 奈良交通
  - 「奈良北高校」停留所より北北西へ約220m（徒歩約3分）
  - 「出垣内」停留所より北東へ約550m（徒歩約8分）
  - 「真弓四丁目」停留所より西南西へ約700m（徒歩約10分）
- 近鉄けいはんな線「学研北生駒駅」より南東へ約1.4km（徒歩約20分）